# Де Кесель, Жозеф
Жозеф Де Кесель (нидерл. Jozef De Kesel; род. 17 июня 1947, Гент, Восточная Фландрия, Бельгия) — бельгийский кардинал. Титулярный епископ Бульны и вспомогательный епископ Мехелена-Брюсселя с 20 марта 2002 по 25 июня 2010. Епископ Брюгге с 25 июня 2010 по 6 ноября 2015. Архиепископ Мехелена-Брюсселя и примас Бельгии с 6 ноября 2015 по 22 июня 2023. Военный ординарий Бельгии с 6 ноября 2015 по 28 июня 2023. Кардинал-священник с титулярной церковью Санти-Джованни-э-Паоло с 19 ноября 2016.